# Batalla de Macroom
La batalla de Macroom se luchó en 1650, cerca de Macroom en el condado de Cork, al suroeste de Irlanda, durante la conquista de la isla que llevó a cabo Oliver Cromwell. Una fuerza Parlamentaria bajo el mando de Roger Boyle derrotó  a un ejército Confederado bajo el mando de David Roche.
Boyle tomó Cork induciendo a su guarnición Realista a unirse al bando parlamentario, para el cual habían prestado servicio hasta 1648. Hecho que consistió de gran ayuda para Cromwell, al asegurarse para sí mismo a los alférez y a sus ciudades portuarias. Las tropas irlandesas y las Realistas se retiraron hacia el oeste del condado de Kerry, el cual es una fortaleza natural debido a sus montañosos terrenos.
En mayo de 1650 un oficial irlandés, David Roche, organizó una ofensiva fuera de Kerry con 2.000 hombres para intentar relevar el asedio de Clonmel. Cromwell envió a Boyle a interceptar a la fuerza de Roche con 1.200 soldados de infantería y 800 de caballería. Cuando Roche descubrió que lo perseguían, se dio la vuelta y en lugar de dejar escapar a los irlandeses, los siguió con su caballería. El 10 de mayo, la caballería inglesa los sorprendió en Macroom antes de que pudiesen formar para la batalla y los derrotó. Mataron a unos 600 soldados irlandeses, incluyendo a los prisioneros que Boyle había capturado. Las pérdidas Parlamentarias fueron ligeras, y las fuerzas de Roche se disolvieron en desorden marchando hacia las montañas de Kerry.
Al día siguiente, Boyle asedió y tomó el castillo de Carrigadrohid. Sus hombres capturaron a Boetius MacEgan, el obispo católico de Ross y advirtieron a la guarnición de que lo matarían a menos de que se rindiesen. MacEgan los convenció para que no se rindieran y lo colgaron a la vista de las paredes del castillo. Poco después, la guarnición se rindió, pero les permitieron marcharse sin que fuesen molestados.